# Festival del mondo antico
Il Festival del Mondo Antico è una rassegna tematica annuale dedicata alla letteratura, alla filosofia, all'antropologia ed altri aspetti culturali delle civiltà antiche (greca, romana in primis, ma non solo) che si tiene a Rimini ogni anno dal 2004, in genere nella seconda settimana di giugno.
Il Festival si indirizza sia ad un pubblico di specialisti che di interessati alle tematiche.
Il calendario del festival prevede lezioni magistrali, presentazione di novità editoriali, incontri, spettacoli, tableaux vivants e laboratori per i bambini.
Nel corso degli ultimi anni hanno partecipato al Festival, tra gli altri, Marc Augé, Edda Bresciani, Massimo Cacciari, Luciano Canfora, Ivano Dionigi, Paolo Fedeli, Umberto Galimberti, Paolo Matthiae, Emanuele Narducci, Piergiorgio Odifreddi, Giovanni Pettinato, Silvia Ronchey, Aldo Schiavone ed Emanuele Severino.
Il Festival è articolato su sedi differenti fra cui il Museo civico, la Rocca Malatestiana, la Cineteca comunale e la Biblioteca Gambalunghiana.
Nell'edizione del 2008 è stata registrata una presenza di oltre 11.000 persone.
Tra i partner del festival compaiono l'Università di Bologna, l'Accademia Pascoliana, l'Istituto per i beni culturali, naturali e artistici della Regione Emilia-Romagna e l'Istituto superiore di scienze religiose di Rimini.